# Serhij Bazylew
Serhij Bazylew (ukr. Сергій Базилєв, ur. 30 czerwca 1982) – ukraiński wioślarz.

## Osiągnięcia
- Mistrzostwa Świata Juniorów – Płowdiw 1999 – czwórka podwójna – 10. miejsce[1].
- Mistrzostwa Świata Juniorów – Zagrzeb 2000 – czwórka podwójna – 5. miejsce[1].
- Mistrzostwa Świata – Poznań 2009 – ósemka – 8. miejsce[1].
- Mistrzostwa Europy – Brześć 2009 – ósemka – 2. miejsce[1].